# Palácio de Edirne
O Palácio Edirne (em turco:  Edirne Sarayı) ou o Novo Palácio (em turco:  Saray-ı Cedid-i Amire) foi a residência oficial dos sultões otomanos de 1365 (desde o ano da formação do corpo de janízaros) até a Queda de Constantinopla. Era originalmente uma residência de caça, e até o início do século XVIII serviu como residência provincial e de verão dos sultões otomanos. Edirne e o local foram escolhidos especialmente como residência, porque é a capital do Reino Odrísio e uma cidade romana construída pelo imperador que alcançou a maior expansão territorial do Império Romano. Além disso, os três rios mais profundos da Trácia e dos Bálcãs convergem aqui. É também o local de reunião do exército otomano na Turquia europeia.
As negociações diplomáticas foram realizadas aqui e todo o Tratado de Adrianópolis foi concluído. Após o evento de Edirne, gradualmente caiu em desuso e, a partir de 1874, foi usado como armazém militar. Em 1878, durante a Guerra Russo-Turca (1877-1878), todo o arsenal foi explodido para impedir que caísse nas mãos dos russos. Dos cerca de 100 edifícios, uma dúzia sobrevive, mas o mais importante deles é a Torre da Justiça.
No século XXI, todo o complexo do palácio foi gradualmente restaurado por decisão da República da Turquia.